# Talvisota
« La Guerre d'Hiver » redirige ici. Pour la guerre entre la Finlande et l'Union soviétique, voir Guerre d'Hiver.
Pour plus de détails, voir Fiche technique et Distribution.
Talvisota, parfois connu sous son titre français Guerre d'Hiver, est un film finlandais réalisé par Pekka Parikka, sorti en 1989, avec notamment Taneli Mäkelä, Vesa Vierikko, Timo Torikka, et Heikki Paavilainen.

## Synopsis
En 1939, l'Union soviétique envahit la Finlande lors de la Guerre d'Hiver, ce qui constitue un des théâtres d'opérations de la Seconde Guerre mondiale. La Finlande lève alors son armée, composée pour la plupart de paysans et de robustes bûcherons. Les combats seront durs, la résistance acharnée, mais les Soviétiques parviendront finalement à arracher la victoire dans ce conflit. Cette page de l'histoire militaire finlandaise est alors vécue au travers de celle d'un peloton de réservistes finlandais, originaire de Kauhava. Le peloton dépend du régiment de jäger « Jr23 », qui est formé quasi exclusivement d'hommes originaires de la région de Pohjanmaa.

## Fiche technique
- Titre français : Guerre d'hiver[1]
- Titre original : Talvisota
- Photographie : Kari Sohlberg
- Musique : Jukka Haavisto et Juha Tikka
- Production : Marko Röhr
- Société de production : National Filmi Oy
- Langue : finnois

## Distribution
- Taneli Mäkelä – Sotamies (Soldat) Martti Hakala
- Vesa Vierikko – Vänrikki (Sous-lieutenant) Jussi Kantola
- Timo Torikka – Sotamies (Soldat) Pentti Saari
- Heikki Paavilainen – Sotamies (Soldat) Vilho Erkkilä
- Antti Raivio – Alikersantti (Caporal) Erkki Somppi
- Esko Kovero – Lääkintäalikersantti (Caporal médecin) Juho "Jussi" Pernaa
- Martti Suosalo – Sotamies (Soldat) Arvi Huhtala
- Markku Huhtamo – Sotamies (Soldat) Aatos Laitila
- Matti Onnismaa – Alikersantti (Caporal) Veikko Korpela
- Konsta Mäkelä – Sotamies (Soldat) Paavo Hakala
- Tomi Salmela – Sotamies (Soldat) Matti Ylinen
- Samuli Edelmann – Sotamies (Soldat) Mauri Haapasalo
- Vesa Mäkelä – Luutnantti (lieutenant) Yrjö Haavisto
- Aarno Sulkanen – Kapteeni (Capitaine) Sihvo - Commandant de section
- Kari Kihlström – Luutnantti (Lieutenant) Jorma Potila
- Esko Salminen – Everstiluutnantti (Lieutenant-colonel) Matti Laurila
- Ari-Kyösti Seppo – Sotamies (Soldat) Ahti Saari
- Kari Sorvali – Vääpeli (Sergent) Hannu Jutila
- Esko Nikkari – Sotamies (Soldat) Yrjö 'Ylli' Alanen
- Ville Virtanen – Vänrikki (Sous-lieutenant) Jaakko Rajala
- Eero Melasniemi – Nostomies (Première classe) Eino Nisula
- Pertti Sveholm – Nostomies (Première classe) Antti Jouppi

## Distinctions

### Récompenses
- Festival du cinéma nordique de Rouen, 1990 : Prix de la meilleure interprétation masculine pour Taneli Mäkelä.
- Jussi-palkinto (Les Oscars finlandais), 1990 :
  - Meilleur premier rôle masculin : Taneli Mäkelä.
  - Meilleur coordinateur : Raimo Mikkola.
  - Meilleur réalisateur : Pekka Parikka.
  - Meilleure musique : Juha Tikka.
  - Meilleur son : Paul Jyrälä et son équipe.
  - Meilleur second rôle : Vesa Vierikko.

### Distinction
- Berlinale 1990 : sélection officielle en compétition